# Waterside, Dalmellington
Waterside är en by i East Ayrshire, Skottland. Byn är belägen 5 km 
från Dalmellington. Orten har 135 invånare (1991).